# Bardney
Bardney ist ein englisches Dorf und eine Gemeinde in Lincolnshire im mittleren Osten (East Midlands) von England.

## Geografie

### Lage
Bardney liegt am östlichen Ufer des Witham (Fluss), 14 Kilometer östlich der Kreisstadt Lincoln, zwischen Lincoln Edge und den Lincolnshire Wolds. Bis zur östlich gelegenen Nordsee sind es ca. 45 Kilometer.

## Geschichte
Während des Zweiten Weltkrieges wurde nördlich des Ortes der Fliegerhorst RAF Bardney gebaut. Von 1943 bis 1945 wurde der Flugplatz von verschiedenen Staffeln der RAF genutzt.

## Sehenswürdigkeiten
- Bardney Abbey stammt aus dem Mittelalter. Es wurde durch die Auflösung der Klöster unter Heinrich VIII. zu einer Ruine.

## Infrastruktur
In Bardney gibt es eine Kirche und eine Grundschule („primary school“).

## Wirtschaft
Bardney ist bekannt für seine große Zuckerfabrik.

## Verkehr
Bardney liegt an der B1190, die von Lincoln nach Horncastle führt.
Der Bahnhof Bardney lag am Abzweig der Bahnstrecke Louth–Bardney von der Lincolnshire Loop Line, beide Strecken sind stillgelegt.

## Partnerstädte
Bardney ist Partnerstadt zur französischen Stadt La Bazoge (Sarthe).

## Persönlichkeiten
- Æthelred († 716 in Bardney) war von 675 bis 704 König des angelsächsischen Königreichs Mercia. Im Jahr 704 hatte er sich ins Kloster Bardney als Abt zurückgezogen.